# Emil Rilke
Emil Rilke (Ústí nad Labem, 19 novembre 1983) è un calciatore ceco, centrocampista dell'Ústí nad Labem.

## Palmarès

### Club

#### Competizioni nazionali
- Campionato slovacco: 1

Zilina: 2009-2010